# Sand Branch (comté de Dallas, Texas)
Sand Branch est une communauté non incorporée du comté de Dallas au Texas, au sud-est de l'agglomération de Dallas
Elle a été fondée en 1878 par un ancien esclave de Louisiane.
Sa population était estimée à 400 habitants en 2000.